# Trigonotis minuta
Trigonotis minuta är en strävbladig växtart som beskrevs av Ivan Murray Johnston. Trigonotis minuta ingår i släktet Trigonotis och familjen strävbladiga växter. Inga underarter finns listade i Catalogue of Life.